# 紫外線硬化樹脂
紫外線硬化樹脂（しがいせんこうかじゅし）とは、紫外線の光エネルギーに反応して液体から固体に化学的に変化する合成樹脂。UV硬化樹脂やUVレジンとも略され、この樹脂を使用した印刷や塗装・コーティングは一般的に、紫外線硬化塗装と呼ばれている。
各種のレジン剤同様、一液硬化性の造形材としての他に、接着剤としての利用も為されている。この嚆矢となったものが「BONDIC」である。

## 特長
紫外線の光エネルギーによって樹脂が僅か数秒で硬化するため、乾燥の為の時間が不要となり、効率良く製品が出来上がること、また、炎などの熱エネルギーを必要としないで、電気的に点滅自在な超高圧水銀灯や紫外線ランプ、紫外線LED等で得られる紫外線は二酸化炭素の排出が少ないので環境に優しい、等が挙げられる。欠点としては、複雑な形状の物に対しては、紫外線の光が適切に当たらないこと、また、顔料を含んだ樹脂の場合、紫外線の光が遮られるので厚みを作る事ができないこと等が挙げられる。後二者の欠点は、微量づつの硬化処理の連続操作で、これを補う事が可能である。後述する3D出力媒体としての利用も、この操作に基づいているものがある。
樹脂モノマーとしては、特定の有機溶剤を溶媒として利用可能で、これを利用して洗浄や除去を行なう。硬化後のポリマーは、これらの溶剤は溶媒とならない。また、ポリマーとしては特定の温度で軟化あるいは分解が始まる熱可塑性樹脂であるが、モノマーとしては、重合反応に際して発熱し、また加熱で重合反応が促進されるので、その意味に於いて熱硬化性樹脂である。
なお、紫外線自体は有害である為、紫外線硬化樹脂の施工時には保護めがねの着用が必須である。また、皮膚への照射も可能な限り避けるべきとされている。

## 造形素材として
既に1980年代頃から印刷物の製版用造形素材の利用があり、鉛よりも細密な製版が可能な、新素材として知られていた。一部の出版関係者に近しい造形作家達の間に、模型用の造形材として、この頃から利用され始める。この性質に模型業界が着目してからは、光造形用の一液硬化型素材として注目され、太陽光や専用或いは汎用の紫外線ライトを利用する光硬化パテとしても利用が一般的になり、ポリエステル樹脂やエポキシ樹脂等と並ぶ、造形材料として、広く用いられている。特に、硬化材を必要としない事から、模型以外にも、歯科・医療分野や、美容分野(ネイルアート)等の用途も拡がっている。
造形剤利用の発展として、3Dプリンターの出力媒体(メディウム)としての利用も、2010年代から始まっている。この形式の3Dプリンタは、出力する造形物は、レジン液に浸かる(沈む)形で形作られる。出力された造形物は、表面の樹脂原液を、IPA等の溶剤で除去・清掃する必要がある。